# Philodromus bhagirathai
Philodromus bhagirathai là một loài nhện trong họ Philodromidae.
Loài này thuộc chi Philodromus. Philodromus bhagirathai được Benoy Krishna Tikader miêu tả năm 1966.